# Liste der Administratoren des Klosters Limburg
Die Liste der Administratoren des Klosters Limburg führt die Verwaltungsbeamten auf, die nach der Säkularisation des Klosters Limburg a. d. Haardt in Folge der Reformation seit 1574 dessen Güterbesitz bis zum Ende des alten Reichs verwalteten.

## Liste

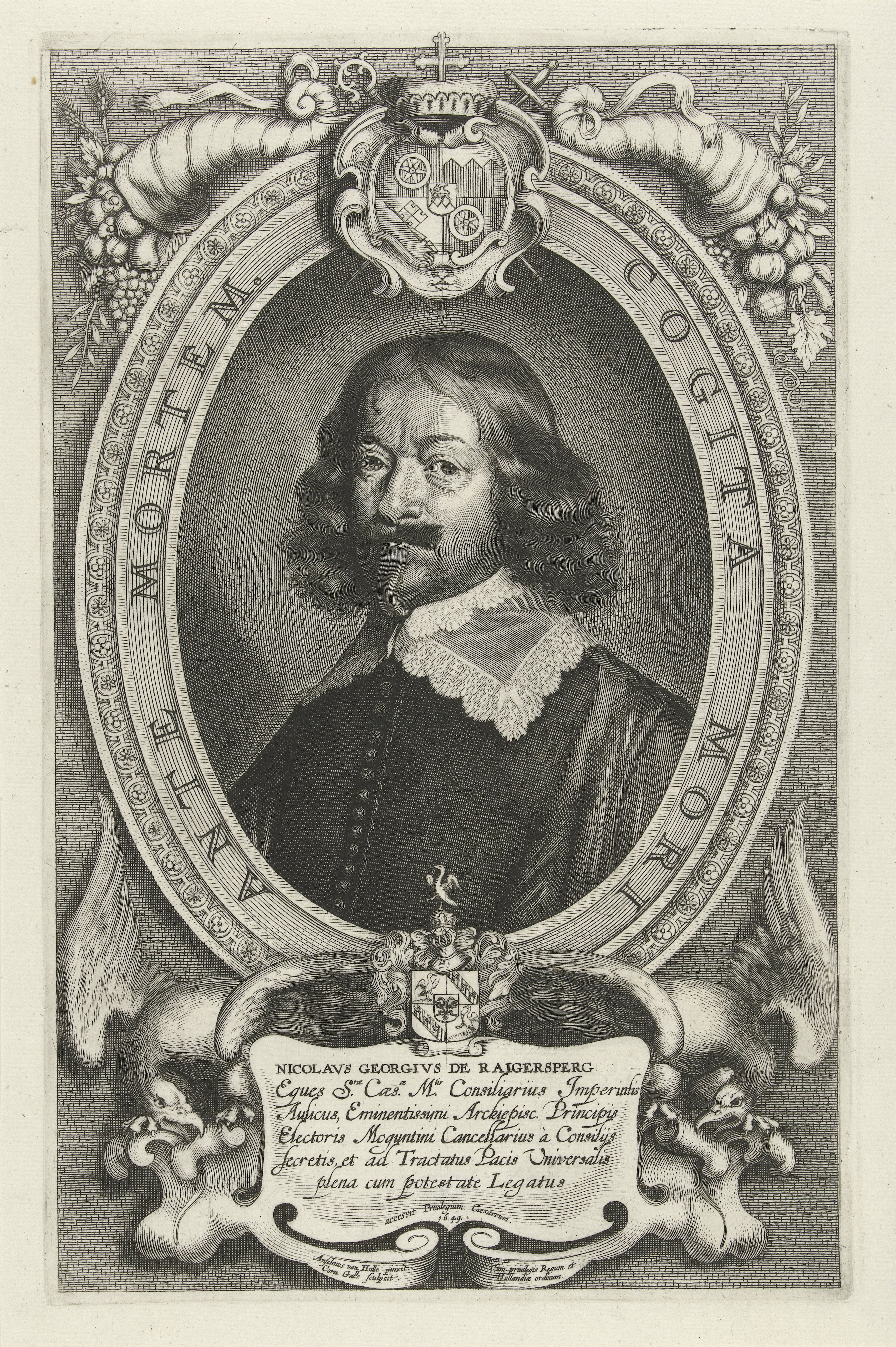
Nikolaus Georg von Reigersberg, Administrator von 1626 bis 1628

|    | Name                                    | Ab   | Anmerkung |
| -- | --------------------------------------- | ---- | --- |
| 01 | Franz von Galen                         | 1574 | kurpfälzischer Administrator |
| 02 | Hans Dietrich von Eschringen            | 1578 | kurpfälzischer Administrator |
| 03 | Thomas Blarer von Geyersberg            | 1585 | kurpfälzischer Administrator |
| 04 | Pleickard von Helmstädt                 | 1608 | Im Zuge des Dreißigjährigen Kriegs versuchte die römisch-katholische Liga mit Johann V. Jordans als Abt (1621–1648) das Kloster als religiöse Einrichtung wiederherzustellen. Das war aber nur kurzfristig und vorübergehend erfolgreich. Im Westfälischen Frieden wurde das Kloster 1648 der Kurpfalz zugesprochen, Johann V. musste 1650 dem militärischen Druck weichen. |
| 05 | Nikolaus Georg von Reigersberg          | 1626 | Kaiserlicher Verweser |
| 06 | Engelberg von Walmerode                 | 1628 | Kaiserlicher Verweser |
| 07 | Friedrich Casimir Blarer von Geyersberg | 1632 | In Vertretung seines Bruders, Johann Konrad Blarer von Geyersberg |
| 08 | Klaus Konrad Zorn von Bulach            | 1633 | Von schwedischer Seite eingesetzter Verweser |
| 09 | Johann Konrad Blarer von Geyersberg     | 1649 | kurpfälzischer Administrator |
| 10 | Friedrich von der Lippe, genannt Hoen   | 1655 | kurpfälzischer Administrator |
| 11 | Franz Rudolf Sparr von Greiffenberg     | 1669 | kurpfälzischer Administrator |
| 12 | Maximilian von Degenfeld                | 1672 | kurpfälzischer Administrator |
| 13 | Johann Peter de Werdt                   | 1691 | Französischer Verweser während des Pfälzischen Erbfolgekriegs |
| 14 | Philipp von Servi                       | 1697 | |
| 15 | Johann Arnold von Metternich            | 1707 | Dieser und die folgenden: kurpfälzische Administratoren |
| 16 | Lic. Mantz                              | 1711 | |
| 17 | von Scherer                             | 1717 | |
| 18 | Franz Josef Graf von Wiser              | 1721 | |
| 19 | Franz Benedikt von Baaden               | 1743 | |
| 20 | Peter Emanuel von Zedtwitz              | 1756 | |
| 21 | Joseph von Beckers zu Westerstetten     | 1787 | |
| 22 | Heinrich von Beckers zu Westerstetten   | 1794 | Seit 1792 lag der überwiegende Teil, die linksrheinischen Besitzungen des Klostergutes, in der Ersten Französischen Republik |